# Institut volcanologique des Canaries
L'institut volcanologique des Canaries (en espagnol : Instituto volcanológico de Canarias) (Involcan), est un observatoire volcanologique espagnol. Fondé en 2005, il a son siège à San Cristóbal de La Laguna. Il étudie et surveille notamment le Cumbre Vieja à La Palma, le Teide à Tenerife, les volcans sous-marins d'El Hierro ou encore les nombreux cônes et cratères de Lanzarote.